# Bárbara Tinoco
Bárbara Isabel Machado Tinoco (Lisboa, 16 de novembro de 1998), ou apenas Bárbara Tinoco, é uma cantora e compositora portuguesa. Tornou-se conhecida pela sua participação no concurso de talentos The Voice Portugal, em 2018. Dois anos depois, alcançou o 2º lugar no Festival RTP da Canção, ao conquistar o voto do público. Em 2021, venceu o Globo de Ouro da SIC para Melhor Intérprete.

## Biografia e carreira
Começou a aprender guitarra em casa, com o pai. Apesar de não ser músico profissional, herdara o negócio de família, uma loja de instrumentos musicais, onde Bárbara passava muitas horas quando era criança. O seu primeiro instrumento foi um ukulele, oferecido pelo seu avô. Tem duas irmãs mais novas; a sua mãe é contabilista.
Ingressou na licenciatura de Ciências Musicais na NOVA FCSH e cantou no átrio, piso 0, da torre B, 1 dos 4 edifícios da faculdade, mas foi numa masterclass de João Gil para a Antena 1 que começou a ponderar um caminho na música mais seriamente.
Deu o primeiro passo rumo ao estrelato em 2018, quando decidiu participar no concurso de talentos The Voice Portugal. Durante a Prova Cega, cantou uma versão de Jolene de Dolly Parton, mas não conseguiu que nenhum dos jurados virasse a cadeira. No entanto, acabou por ser desafiada a cantar um dos seus temas originais. Composto pela artista quando tinha apenas 16 anos, "Antes Dela Dizer Que Sim" tornou-se um êxito viral, convertendo-se no seu single de estreia, lançado no ano seguinte. Na sequência da sua participação no programa televisivo, Tinoco foi abordada por Pedro Barbosa, manager de artistas como Miguel Araújo ou The Black Mamba, e foi a partir daí que se profissionalizou. Em 2019, assegurou as primeiras partes dos concertos da digressão de João Só.  Em 2020, foi considerada a Artista Revelação nos Play - Prémios da Música Portuguesa.
Participou no Festival RTP da Canção em 2020, ao lado de Tiago Nacarato, que escreveu e compôs o tema a concurso, "Passe-Partout". O tema conquistou o voto do público, mas o resultado final colocou Elisa como vencedora. A interpretação de Tinoco alcançou 18 pontos, menos dois do que o tema vencedor.
Em 2021, lançou os primeiros registos discográficos alargados. Editado em abril, Desalinhados é um EP de colaborações em que cada tema tem um convidado diferente: António Zambujo, Carolina Deslandes, Diana Martinez, Tyoz, Bárbara Bandeira e Carlão. Já em outubro, editou o seu álbum de estreia,Bárbara,. O primeiro LP da artista incluiu vários singles lançados até então.
Estreou-se num festival ao atuar no Rock In Rio Lisboa, em 2022.
Tinoco enumerou Miguel Araújo, Suzanne Vega e Julia Michaels como algumas das suas referências musicais. É fã do jogo de tabuleiro Catan.

### Vida Pessoal
A 14 de maio de 2025 (0 anos), tornou-se mãe de uma menina, Masha, fruto da relação com o músico e produtor musical russo Feodor Bivol.

### Participações noFestival RTP da Canção
Legenda
     Vencedor
     2.º lugar
     3.º lugar
     Pontuação Nula ("Null Points")/Último Lugar
     Melhor classificação (fora do top 3)
     Qualificação para a final (fora do top 3)
     País-anfitrião
     Desclassificado
| #   | Ano         | Artista        | Canção                                        | Final | Pontos | Semi      | Pontos    |
| --- | ----------- | -------------- | --------------------------------------------- | ----- | ------ | --------- | --------- |
| 1.º | 2020 (54.º) | Bárbara Tinoco | "Passe-Partout" m/l: Tiago Nacarato           | 2.º   | 18     | 2.º       | 20        |
| 2.º | 2023 (57º)  | Bárbara Tinoco | "Goodnight" m/l: Bárbara Tinoco/Mateus Seabra | 4.º   | 9      | a definir | a definir |

## Discografia
Álbuns de Estúdio:
- Desalinhados (EP, abril de 2021)
- Bárbara, (LP, outubro de 2021)
- Bichinho (LP, abril de 2023)
- A Madrugada que eu esperava (LP, abril de 2024) (Em colaboração com Carolina Deslandes)
- Bichinho (para onde vai o amor?) (EP, maio de 2024)

Singles:
- "Antes Dela Dizer Que Sim" (2019)
- "Sei lá" (2019)
- "Outras Línguas" (2020)
- "A Fugir de Ser" (2020)
- "Carta de Guerra" (2021)
- "Cidade" feat. Bárbara Bandeira (2021)
- "Chamada Não Atendida" (2022)
- "Planeta" feat. Bispo (2023)
- "Querido Ex-namorado" (2023)
- "Despedida de Solteira" (2023)
- "Ao teu ouvido" feat. Buba Espinho (2023)
- "Não és tu, Sou eu" (2024)
- "A Madrugada que eu esperava" (2024)
- "Linha de Sintra (Cordas&Vozes)" (2024)
- "Ela Não Sabe, Pois Não?" (2024)
- "Deixou-me a Mala no Comboio" feat. Rosinha (2024)

## Prémios e reconhecimentos

### 2022
- Prémios Play da Música Portuguesa - Melhor Artista Feminina (nomeada)[16]

### 2021
- Globos de Ouro - Melhor Intérprete (vencedora)[17]
- Globos de Ouro - Melhor Canção com "Antes dela dizer que sim" (nomeada)[18]
- Globos de Ouro - Prémio Revelação (nomeada)[19]
- Prémios Play da Música Portuguesa - Artista Feminina (nomeada)[20]
- Prémios Play da Música Portuguesa - Canção do Ano com "Sei Lá" (nomeada)[20]

### 2020
Prémios Play da Música Portuguesa - Artista Revelação (vencedora)

### 2024
Prémio Cinco Estrelas - Música (vencedora)